# Catecismo Racoviano
El Catecismo Racoviano es el texto publicado por los Hermanos Polacos que resume y ordena sus enseñanzas, generalmente conocidas como socinianismo según el nombre de su pensador principal, el reformador Fausto Socino (1539-1604). Se considera la primera obra teológica sistemática del antitrinitarismo.
El título original del Catecismo en latín es Catechesis Ecclesiarum quœ in Regno Poloniæ, et magno Ducato Lithuaniæ, et aliis ad istud Regnum pertinentibus Provinciis, affirmant, neminem alium, prœter Patrem Domini nostri Jesu Christi, esse illum unum DEUM Israëlis.

## Primeras ediciones del Catecismo
La primera edición del Catecismo Racoviano es de 1605 en polaco y de 1609 en latín y fue publicada por la Gymnasium Bonarum Artium en Raków, ciudad polaca de la que toma el nombre y en la que estuvieron radicados los Hermanos Polacos. Poco después aparecieron también traducciones en alemán, inglés y holandés.

## El Catecismo Racoviano en Inglaterra
La edición de 1614 del Catecismo Racoviano fue dedicada al rey Jacobo I de Inglaterra y le fueron enviados numerosos ejemplares. Sin embargo, el monarca se sintió ultrajado ante lo que consideraba una obra herética, por lo que ordenó que los libros fueran quemados públicamente. No obstante, las ideas antitrinitarias del Catecismo Racoviano siguieron infiltrándose en Inglaterra y nuevas copias publicadas en Holanda se distribuyeron secretamente entre miembros de la Iglesia de Inglaterra y de las confesiones disidentes. El filósofo John Locke, entre otros, estaba muy interesado en el socinianismo y su biblioteca contaba con abundantes obras de esta corriente teológica. Se considera que la distribución del Catecismo Racoviano en Inglaterra es la causa inicial del surgimiento en ese país del unitarismo.